# Campeonato Mundial de Tiro al Plato de 1995
El XXVI Campeonato Mundial de Tiro al Plato se celebró en Nicosia (Chipre) en el año 1995 bajo la organización de la Federación Internacional de Tiro Deportivo (ISSF) y la Federación Chipriota de Tiro Deportivo.

## Resultados

### Masculino
| Evento               | Oro                                   | Plata                              | Bronce                                |
| -------------------- | ------------------------------------- | ---------------------------------- | ------------------------------------- |
| Foso                 | Giovanni Pellielo · Italia · 148 pts. | Michael Diamond Australia 147 pts. | Francesco Amici San Marino 147 pts.   |
| Foso (equipos)       | Italia · 368                          | Australia 366                      | Estados Unidos 363                    |
| Doble foso           | Steve Haberman Australia 188          | Waldemar Schanz · Alemania · 187   | Jiří Gach · República Checa · 185     |
| Doble foso (equipos) | Italia · 420                          | Australia 417                      | Estados Unidos 413                    |
| Skeet                | Abdulá al-Rashidi Kuwait 148          | Valeri Timojin Azerbaiyán 148      | Hennie Dompeling · Países Bajos · 147 |
| Skeet (equipos)      | Rumania · 362                         | Italia · 360                       | Georgia 360                           |

### Femenino
| Evento               | Oro                                       | Plata                               | Bronce                             |
| -------------------- | ----------------------------------------- | ----------------------------------- | ---------------------------------- |
| Foso                 | Frances Strodtman Estados Unidos 121 pts. | Deena Julin Estados Unidos 119 pts. | Satu Makela · Finlandia · 116 pts. |
| Foso (equipos)       | Estados Unidos 353                        | Italia · 342                        | Finlandia · 341                    |
| Doble foso           | Deborah Gelisio · Italia · 149            | Gema Usieto · España · 141          | Xu Xiang China 140                 |
| Doble foso (equipos) | Italia · 323                              | China 310                           | Estados Unidos 306                 |
| Skeet                | Zemfira Meftajetdinova Azerbaiyán 118     | Connie Schiller Estados Unidos 116  | Diána Igaly · Hungría · 116        |
| Skeet (equipos)      | Estados Unidos 337                        | Hungría · 333                       | Italia · 326                       |

## Medallero
| Núm. | País            | Oro | Plata | Bronce | Total |
| ---- | --------------- | --- | ----- | ------ | ----- |
| 1    | Italia          | 5   | 2     | 1      | 8     |
| 2    | Estados Unidos  | 3   | 2     | 3      | 8     |
| 3    | Australia       | 1   | 3     | 0      | 4     |
| 4    | Azerbaiyán      | 1   | 1     | 0      | 2     |
| 5    | Kuwait          | 1   | 0     | 0      | 1     |
|      | Rumania         | 1   | 0     | 0      | 1     |
| 7    | China           | 0   | 1     | 1      | 2     |
|      | Hungría         | 0   | 1     | 1      | 2     |
| 9    | Alemania        | 0   | 1     | 0      | 1     |
|      | España          | 0   | 1     | 0      | 1     |
| 11   | Finlandia       | 0   | 0     | 2      | 2     |
| 12   | Georgia         | 0   | 0     | 1      | 1     |
|      | Países Bajos    | 0   | 0     | 1      | 1     |
|      | República Checa | 0   | 0     | 1      | 1     |
|      | San Marino      | 0   | 0     | 1      | 1     |
|      | TOTAL           | 12  | 12    | 12     | 36    |